# セイコー・スーパー・テニス
セイコー・スーパー・テニス（Seiko Super Tennis）は、1978年から1995年まで毎年10月中旬から下旬に日本・東京の東京体育館で行われていた男子テニスのトーナメントである。室内コート（インドアコート）の大会として行われた。
スポンサーであったセイコーの撤退のため1995年の第18回大会で中止となった。
テレビ中継はTBSが担当、主に日曜のゴールデンタイムで放送された。

## 概要
本大会の消滅時期は1995年と早く、現在のような「大会公式ホームページ」のない時代であった。最近は男子プロテニス協会（ATP）ツアーサイトの機能的な進歩により、各トーナメントの抽選表（ドローシート）を個別に調べられるようになったため、以下に列挙する大会歴代優勝者・準優勝者と試合結果はATPツアーのドローシートに準拠したものである。ATPツアーのサイトでは、この大会は“Tokyo Indoor”という名前で記載されている。これは“Tokyo Outdoor”と呼ばれるジャパン・オープンと区別するために用いられた呼び名である。
国際テニス連盟（ITF）では、各年度ごとのトーナメント情報リンクが用意されており、これでシングルス・ダブルスの詳細な経過を調べられる。シングルスの歴代優勝者一覧表に「出典」欄を用意したが、ダブルスもここで調べられる。

## 大会歴代優勝者

### シングルス
| 回 | 決勝年月日     | 優勝者                     | 準優勝者                   | 試合結果      | 備考                            | 出典 |
| -- | -------------- | -------------------------- | -------------------------- | ------------- | ------------------------------- | ---- |
| 1  | 1978年11月5日  | ビョルン・ボルグ           | ブライアン・ティーチャー   | 6-3, 6-4      | 全32名が出場、5回戦制           |      |
| 2  | 1979年11月4日  | ビョルン・ボルグ           | ジミー・コナーズ           | 6-2, 6-2      |                                 |      |
| 3  | 1980年11月2日  | ジミー・コナーズ           | トム・ガリクソン           | 6-1, 6-2      |                                 |      |
| 4  | 1981年11月1日  | ビンセント・バン・パタン   | マーク・エドモンドソン     | 6-2, 3-6, 6-3 |                                 |      |
| 5  | 1982年10月31日 | ジョン・マッケンロー       | ピーター・マクナマラ       | 7-6, 7-5      |                                 |      |
| 6  | 1983年10月30日 | イワン・レンドル           | スコット・デービス         | 3-6, 6-3, 6-4 |                                 |      |
| 7  | 1984年10月21日 | ジミー・コナーズ           | イワン・レンドル           | 6-4, 3-6, 6-0 |                                 |      |
| 8  | 1985年10月27日 | イワン・レンドル           | マッツ・ビランデル         | 6-0, 6-4      |                                 |      |
| 9  | 1986年10月26日 | ボリス・ベッカー           | ステファン・エドベリ       | 7-6, 6-1      |                                 |      |
| 10 | 1987年10月25日 | ステファン・エドベリ       | イワン・レンドル           | 6-7, 6-4, 6-4 |                                 |      |
| 11 | 1988年10月23日 | ボリス・ベッカー           | ジョン・フィッツジェラルド | 7-6, 6-4      |                                 |      |
| 12 | 1989年10月22日 | アーロン・クリックステイン | カール＝ウーベ・シュテープ | 6-2, 6-2      |                                 |      |
| 13 | 1990年10月14日 | イワン・レンドル           | ボリス・ベッカー           | 4-6, 6-3, 7-6 | 出場枠を拡大、48名による6回戦制 |      |
| 14 | 1991年10月13日 | ステファン・エドベリ       | デリック・ロスターニョ     | 6-3, 1-6, 6-2 |                                 |      |
| 15 | 1992年10月18日 | イワン・レンドル           | ヘンリク・ホルム           | 7-6, 6-4      |                                 |      |
| 16 | 1993年10月17日 | イワン・レンドル           | トッド・マーティン         | 6-4, 6-4      |                                 |      |
| 17 | 1994年10月16日 | ゴラン・イワニセビッチ     | マイケル・チャン           | 6-4, 6-4      |                                 |      |
| 18 | 1995年10月15日 | マイケル・チャン           | マーク・フィリプーシス     | 6-3, 6-4      |                                 |      |

### ダブルス
| 回 | 決勝年月日     | 優勝者                                            | 準優勝者                                          | 試合結果      | 備考                            |
| -- | -------------- | ------------------------------------------------- | ------------------------------------------------- | ------------- | ------------------------------- |
| 1  | 1978年11月5日  | ロス・ケース ジェフ・マスターズ                   | パット・デュプレ トム・ゴーマン                   | 6-3, 6-4      | 全16組が出場、4回戦制           |
| 2  | 1979年11月4日  | マーティー・リーセン シャーウッド・スチュワート   | マイク・ケーヒル テリー・ムーア                   | 6-4, 7-6      |                                 |
| 3  | 1980年11月2日  | ビクトル・アマヤ ハンク・プフィスター             | マーティー・リーセン シャーウッド・スチュワート   | 6-3, 3-6, 7-6 |                                 |
| 4  | 1981年11月1日  | ビクトル・アマヤ ハンク・プフィスター             | ハインツ・ギュンタード バラージュ・タロツィ       | 6-4, 6-2      |                                 |
| 5  | 1982年10月31日 | トム・ガリクソン ティム・ガリクソン               | ジョン・マッケンロー ピーター・レナート           | 6-4, 3-6, 7-6 |                                 |
| 6  | 1983年10月30日 | マーク・エドモンドソン シャーウッド・スチュワート | スティーブ・デントン ジョン・フィッツジェラルド   | 6-1, 6-4      |                                 |
| 7  | 1984年10月21日 | トニー・ジアマルバ サミー・ジアマルバ             | マーク・エドモンドソン シャーウッド・スチュワート | 7-6, 6-4      |                                 |
| 8  | 1985年10月27日 | ケン・フラック ロバート・セグソ                   | スコット・デービス デビッド・ペイト               | 4-6, 6-3, 7-6 |                                 |
| 9  | 1986年10月26日 | マイク・ド・パーマー ゲーリー・ドネリー           | アンドレス・ゴメス イワン・レンドル               | 6-3, 7-5      |                                 |
| 10 | 1987年10月25日 | ブロデリック・ダイク トム・ニーセン               | ジム・グラブ サミー・ジアマルバ                   | 6-3, 6-2      |                                 |
| 11 | 1988年10月23日 | アンドレス・ゴメス スロボダン・ジボイノビッチ     | ボリス・ベッカー エリック・イエレン               | 7-5, 5-7, 6-3 |                                 |
| 12 | 1989年10月22日 | ケビン・カレン デビッド・ペイト                   | アンドレス・ゴメス スロボダン・ジボイノビッチ     | 4-6, 6-3, 7-6 |                                 |
| 13 | 1990年10月14日 | ギー・フォルジェ ヤコブ・ラセク                   | スコット・デービス デビッド・ペイト               | 6-2, 4-6, 6-2 | 出場枠を拡大、24組による5回戦制 |
| 14 | 1991年10月13日 | ジム・グラブ リッチー・レネバーグ                 | スコット・デービス デビッド・ペイト               | 6-3, 6-7, 6-2 |                                 |
| 15 | 1992年10月18日 | マーク・ウッドフォード トッド・ウッドブリッジ     | ジム・グラブ リッチー・レネバーグ                 | 7-6, 7-6      |                                 |
| 16 | 1993年10月17日 | パトリック・ガルブレイス グラント・コネル         | ルーク・ジェンセン マーフィー・ジェンセン         | 7-5, 6-3      |                                 |
| 17 | 1994年10月16日 | パトリック・ガルブレイス グラント・コネル         | バイロン・ブラック ジョナサン・スターク           | 4-6, 7-6, 7-6 |                                 |
| 18 | 1995年10月15日 | ヤッコ・エルティン ポール・ハーフース             | パトリック・マッケンロー ヤコブ・ラセク           | 7-6, 6-4      |                                 |